# Pierre Daguilhon-Pujol
 (juin 2025).
Si vous disposez d'ouvrages ou d'articles de référence ou si vous connaissez des sites web de qualité traitant du thème abordé ici, merci de compléter l'article en donnant les références utiles à sa vérifiabilité et en les liant à la section « Notes et références ».
Pierre Calixte Emmanuel Daguilhon-Pujol, né le 2 juin 1828 à Lavaur (Tarn) et mort le 9 mai 1912 à Toulouse (Haute-Garonne), est un officier et homme politique français.

## Biographie
Fils de Gustave Daguilhon-Pujol, Il sort de l'École polytechnique en 1850, il quitte l'armée en 1866. Il succède à son père comme député du Tarn, de 1869 à 1870, siégeant au centre droit, dans la majorité dynastique. Il retrouve un siège de député de 1877 à 1881 et siège au groupe bonapartiste de l'Appel au peuple.

## Sources
- « Pierre Daguilhon-Pujol », dans Adolphe Robert et Gaston Cougny, Dictionnaire des parlementaires français, Edgar Bourloton, 1889-1891 [détail de l’édition]